# Hipertimesie
Hipertimesia este o stare psihologică ce constă în faptul că o persoană este capabilă să-și reamintească un număr neobișnuit de mare de experiențe de viață, în detalii clare. Conform Dicționarului Merriam-Webster, hipertimesia este capabilitatea neobișnuită a unei persoane care îi permite să-și reamintească cu mare precizie și în detaliu un mare număr de evenimente sau experiențe personale, precum și datele asociate acestora. Termenul își are originea în l. greacă: hiper= excesiv; thymesis= a-și aminti. O echipă de cercetători de la Universitatea din California, formată din Elizabeth S. Parker, Larry Cahill și James L. McGaugh, au inventat termenul "sindrom hipertimestic", prezentând cazul femeii AJ, care poseda o memorie autobiografică neobișnuită.

## Semne și simptome
Persoanele cu hipertimesie își pot reaminti pe larg evenimente din viața lor, precum și evenimente publice care au o anumită semnificație personală pentru ele. Cei afectați își descriu amintirile sub forma unor asocieri necontrolabile; atunci când își reamintesc o dată, ei "văd" o imagine clară a acelei zile în conștiință, fără ezitare sau vreun efort conștient.
Există o deosebire între persoanele cu hipertimesie și cele cu alte forme de memorie excepțională, care în general folosesc strategii mnemonice pentru a memora  lungi șiruri de informații. Amintirile evocate de persoanele hipertimestice tind să fie descrieri personale, autobiografice ale evenimentelor semnificative sau publice din viețile lor. Aceste amintiri extinse și foarte neobișnuite nu rezultă din utilizarea strategiilor mnemonice, ci sunt regăsite în mod automat și involuntar.  